# Голубянка дамона
Голубянка дамона (лат. Polyommatus (Agrodiaetus) damone) — дневная бабочка семейства голубянок.

## Этимология названия
Damone (с греческого) — название образовано от греческого мужского имени Damon (Дамон), которое носили афинский музыкант и философ времен Диониса.

## Описание
Длина переднего крыла 13—17 мм. У самцов крылья на верхней стороне голубого цвета, блестящие, с тонкой темной краевой линией; у самки — коричневого цвета. Верхушка передних крыльев округленная. Нижняя сторона крыльев у самца серая, на заднем крыле развитое голубое прикорневое напыление. У самки нижняя сторона крыльев светло-коричневая. Краевой рисунок на исподе крыльев отчетливый. На задних крыльях вдоль жилки М3 имеется неяркий расплывчатый белый штрих, иногда отсутствует.

## Ареал
Вид очень локален. Горы Крымского полуострова, степная и лесостепная зоны Украины и России от Приднепровья до Южного Урала (Среднее Поволжье и Южный Урал) и далее, после большого разрыва, Алтай, Хакасия, Тува, Западная Монголия.
На Украине населяет степную и лесостепную зону, террасы реки Северский Донец и горы Крымского полуострова (только на южных обрывах Ай-Петринской яйлы). Из Центральной и Восточной Украины описан подвид Agrodiaetus damone tanais Dantchenko et Pljushtch, 1993 (Донецкая обл., окр. Краматорска), а из Крыма — узкоареальный эндемик Agrodiaetus damone pljushtchi (Lukhtanov et Budashkin, 1993).
Населяет остепненные луга, каменистые степи.

## Биология

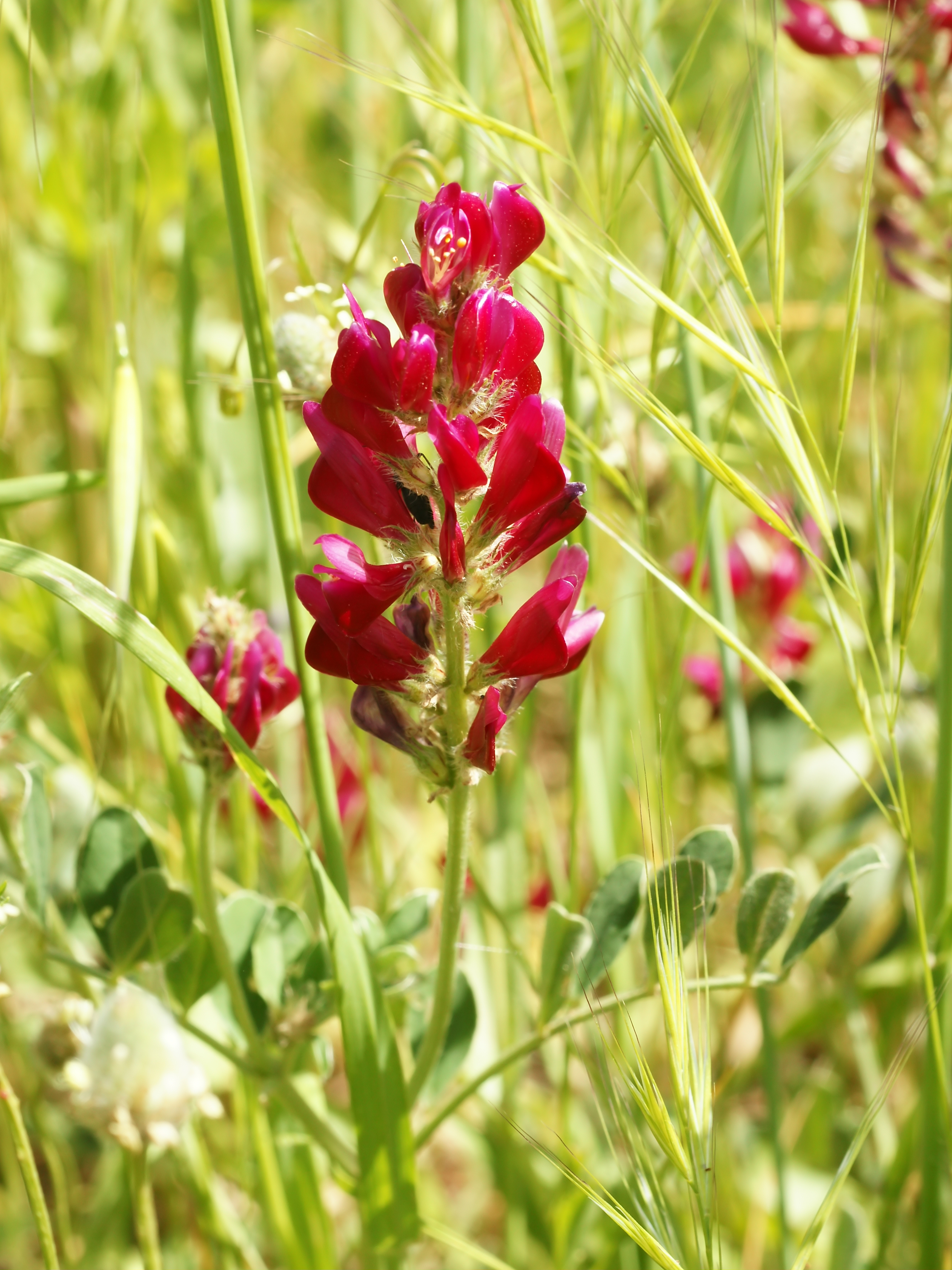
Копеечник — кормовое растение гусениц

Бабочки летают с конца мая- по сентябрь в 1-2 поколениях в зависимости от участка ареала. Бабочки быстро и низко летают над открытыми участками, присаживаются на разные цветущие растения. Кормовые растения гусениц: Hedysarum.
Яйцо дискообразное с мелко ячеистой структурой поверхности. Цвет яйца белый. Самки откладывают по одному яйцу на нижнюю поверхность листьев кормовых растений гусениц. Стадия яйца длится 5 дней. Гусеница желто-зеленого или светло-зеленого цвета. Зимует гусеница. Гусеницы старших возрастов питаются листьями и цветами кормовых растений. При достижению длины 14-16 мм гусеницы перестают питаться и окукливаются. Куколка длиной 9-11 мм, удлиненная, блестящая, зеленого цвета, с темной спинной полосой. Стадия куколка длится 9 дней.

## Подвиды
- P. d. afghanistana Forster, 1972.
- P. d. altaicus (Elwes, 1899).
- P. d. bogdoolensis Dantchenko & Lukhtanov, 1997.
- P. d. damone.
- P. d. duplicata Bethune-Baker, 1910.
- P. d. firdussii Forster, 1956.
- P. d. irinae Dantchenko, 1997.
- P. d. krymaea Sheljuzhko, 1928.
- P. d. maraschi Forster 1956.
- P. d. sibirica (Staudinger, 1899).
- P. d. sibirica Staudinger, 1899.
- P. d. tanais Dantchenko & Lukhtanov, 1993.
- P. d. wagneri Forster, 1956.
- P. d. walteri Dantchenko & Lukhtanov, 1993.

## Охрана
В Красной книге Международного союза охраны природы (МСОП) вид имеет 3 категорию охраны (VU — уязвимый таксон, находящиеся под угрозой исчезновения в перспективе, в силу морфофизиологических и/или поведенческих особенностей, делающих их уязвимыми при любых, даже незначительных, изменениях окружающей среды).
Включен в «Красную книгу Европейских дневных бабочек» с категорией SPEC3 — вид, обитающий, как в Европе, так и за ее пределами, но находящийся на территории Европы под угрозой исчезновения.